# جون بنتلي (مجدف)
جون بنتلي (بالإنجليزية: John Bentley)‏ هو مجدف أسترالي، ولد في 16 نوفمبر 1957.

## وصلات خارجية
- جون بنتلي على موقع الاتحاد الدولي للتجديف (الإنجليزية)
- جون بنتلي على موقع اللجنة الأولمبية الدولية (الإنجليزية)
- جون بنتلي على موقع أوليمبيديا (الإنجليزية)